# 沃爾特湖
48°3′29″N 11°10′42″E / 48.05806°N 11.17833°E

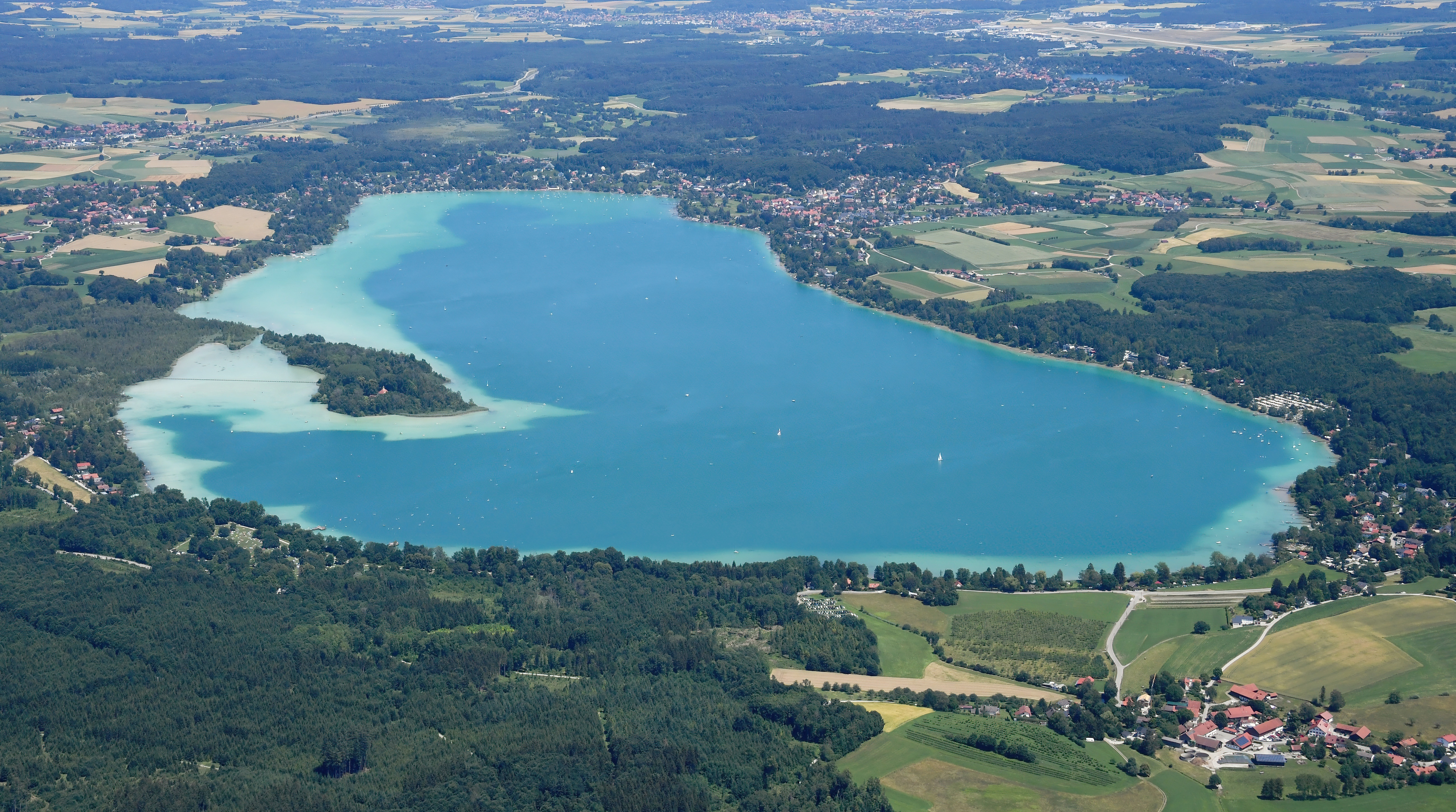

沃爾特湖（德語：Wörthsee），是德國的湖泊，位於該國東南部，由巴伐利亞負責管轄，處於施塔恩貝格縣，長4.3公里、寬3.7公里，面積4.3平方公里，海拔高度562米，平均水深15米，最大水深34米，水體容量6,363萬立方米。